# Károk (ókori nép)
A károk vagy káriaiak (görög Καρες Karesz, vagy Καρικοι Karikoi, latinul Cares) Kária lakói voltak Anatólia délnyugati részén. Homérosz Iliasz-ában (II, 867) szerepelnek először, ő „barbarophonoi” -nak (szó szerint: 'érthetetlenül beszélő'-nek) nevezi a károkat nyelvük idegenségére utalva. Szerinte (a későbbi jón) Milétosz kár város volt a trójai háború idején. A hagyomány szerint nevüket legendás királyukról Kar-ról kapták (Hérodotosz, 1.171). Az ókori görögök gyakran állították, hogy Káriát eredetileg a görög iónok gyarmatosították, de valójában úgy tűnik, hogy a károk megelőzték őket ebben. Homérosz szerint a károk a trójaiakhoz csatlakoztak az akhájok ellen (Iliasz, 2.865).
Kária történeti régiója i. e. 547 óta hivatalosan a Óperzsa Birodalom szatrapiája volt, valójában azonban a perzsa király által kinevezett vazallussal az élén önálló királyság. Kária az ókorban azzal vált híressé, hogy ott állt a világ hét csodájának egyike, a Mauszoleion, amelyet II. Artemiszia királynő állíttatott férjének, Mauszolosznak (i, e. 377-353)·A „mauzóleum” kifejezés az ő nevéből származik.
A károk egyiptomi jelenlétéről a Núbiában és Felső-Egyiptomban (Abu Szimbel-i templomok, Abüdosz) talált káriai nyelvű feliratok tanúskodnak, I. Pszammetik és II. Pszammetik idejéből. Ezek a fáraók szolgálatában álló káriai zsoldosoktól származnak.
Kária, mint Asia provincia része i. e. 133-tól a Római Birodalomhoz tartozott. Diocletianus alatt (284-305) önálló Caria provincia létesült.
A modern nyelvészet szerint a kár nyelv az anatóliai nyelvcsaládba tartozott, ezen belül a luvoid vagy lúvikus csoportba, amely csoportba tartozott a luvi, a lük és más nyelvek. A káriai nyelv az i. e. 8-3. században írott nyelv volt.  Összesen több mint 200 felirat ismeretes Egyiptomból és Káriából, néhány Lüdiából és Lükiából, és egyetlen darab Athénból. A szövegeket ábécé-írással írták. A betűjelek egy része a nyugati-görög ábécével mutat párhuzamot. Más jelformák pedig az óciprusi szótagírás jeleihez hasonlítanak.
A károkról korábban úgy tartották, hogy a Bibliában Sámuel első könyve (30:14) és Sámuel második könyve (8:18, 15:8 és 20:23) említi őket (héberül: הַכְּרֵתִי vagy héberül: הַכֵּרִי [a 20:23-ban]  „körétí” néven, a Károli-féle fordításban keréteusok). Ezeket már szinte senki sem tekinti a károknak. A Királyok könyve 2 (11:4) versben „kári”-kat (héberül: כָּרִי) említenek, akik Jóás testőrségét adták. Ők elméletileg tényleg lehetnek a károk.
A károkat régebben gyakran a lelegekhez kötötték, de a lelegekkel való kapcsolatuk homályos. A két csoport különbözőnek tűnik, akik később viszont keveredtek egymással. Sztrabón (7.321, 13.611) írta, hogy olyannyira keveredtek, hogy gyakran összetévesztették őket. Athéneusz (6.271) szerint viszont a károk és a lelegek olyan viszonyban voltak egymással, mint a spártaiak a helótákkal. A két nép összekeverése Hérodotosznál (1.171) is megtalálható, aki azt írja, hogy a károk, amíg állítólag a Kükládokon laktak, lelegekként voltak ismertek.